# Raffaele Tarantini
(Paolo Caccia Dominioni, Ascari K7)
Raffaele Tarantini (Napoli, 23 settembre 1895 – Passo Mecan, 31 marzo 1936) è stato un militare italiano, decorato con una medaglia d'oro al Valor Militare e quattro medaglie d'argento al Valor Militare.

## Biografia
Figlio di Biagio e di Anna Mirate, entrò a sedici anni al Collegio Militare della Nunziatella di Napoli, come allievo del corso 1911-1914, dove ebbe come compagno Gaetano Carolei. Completati gli studi, si iscrisse presso la facoltà di ingegneria del Regio Politecnico di Napoli. Non ebbe tuttavia il tempo di laurearsi, dato che allo scoppio della prima guerra mondiale, con l'apertura del Fronte italiano, chiese ed ottenne di partire come volontario.

### La Prima guerra mondiale
Nominato sottotenente, nel giugno 1915 fu assegnato al 229º Battaglione della Milizia Territoriale, per poi essere trasferito, nel novembre successivo, presso l'89º Reggimento fanteria della Brigata Salerno, comandato dal tenente colonnello Cesare Colbertaldo. Il reparto fu schierato sulla sinistra della valle dell'Isonzo, tra Bainsizza e Caporetto, e Raffaele si trovò ad operare sul monte Mrzli. Qui diede subito prova di grandissimo coraggio, meritando nella stessa giornata del 3 dicembre 1915 ben due medaglie d'argento al Valor militare. Durante la giornata, infatti, condusse i propri uomini all'assalto con grande sangue freddo, catturando numerosi prigionieri, meritando la prima decorazione. Calata l'oscurità, si offrì volontario per due volte per il compito di piazzare cariche di esplosivo nei reticolati avversari, nonostante il fuoco nemico, e meritò la seconda.
All'inizio del mese di marzo 1916, la Brigata Salerno fu trasferita sull'altopiano di Asiago, in risposta alla minaccia di offensiva da parte delle truppe austriache comandate dal generale Franz Conrad von Hötzendorf. Il 20 maggio successivo, l'89º Reggimento, appoggiato dal II Battaglione del 90º Reggimento, si trovava attestato nell'area tra Costesin e Malga Marcai, in località Bosco di Varagna. Preceduti da quattro giorni di bombardamento, i reparti austriaci invasero la zona, mettendo in seria difficoltà gli italiani. In questo frangente, Tarantini dimostrò ancora una volta il proprio eroismo, conducendo impavido i suoi uomini e meritando sia una medaglia di Bronzo al Valor Militare, che una Croix de Guerre francese.
Il giorno dopo, avendo perso importanti posizioni laterali, la Salerno fu costretta a ripiegare sul margine estremo dell'Altipiano di Asiago, dove si ricongiunse alle divisioni provenienti dall'area dell'Isonzo. Gravata da fortissime perdite (4213 effettivi risultarono morti, feriti o dispersi dopo lo scontro), la Brigata fu inviata in retrovia per riposare ed attendere i rimpiazzi. Rientrò in prima linea solo nel giugno 1916, sul fronte compreso tra il monte Interrotto, Busa del Termine e Col del Rosso. Stabilizzatosi il fronte degli altipiani, in agosto, la Brigata viene inviata sulla linea del Carso nel settore di Doberdò.
Nel frattempo, tuttavia, Tarantini aveva maturato la determinazione a diventare pilota d'aereo, e nel settembre 1916 fu trasferito al campo d'aviazione di San Giusto di Pisa, dove ottenne il brevetto nel maggio 1917.

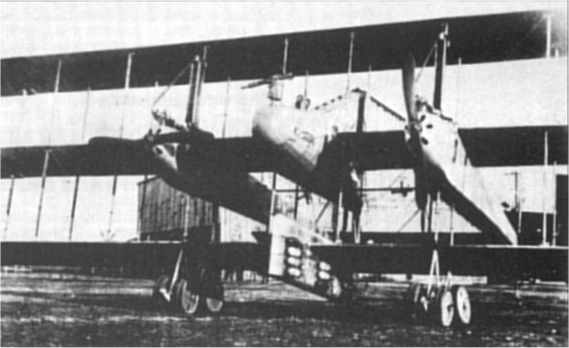
Un bombardiere Caproni Ca. 41

Inviato nuovamente al fronte, fu assegnato alla 9ª Squadriglia da bombardamento, dove rimase fino al settembre 1917, mese in cui assunse il comando della 4ª Squadriglia e poi dal 13 luglio 1918 pilota della 182ª Squadriglia montata su bombardieri triplani Caproni Ca.41. Dopo gli esiti disastrosi della battaglia di Caporetto, ed il conseguente sfondamento del fronte italiano, la base della 182ª Squadriglia fu progressivamente arretrata prima a Padova e quindi a Ghedi.
Nonostante l'andamento provvisoriamente sfavorevole del conflitto, Tarantini si prodigò come in passato nel suo compito, fornendo ulteriori prove di valore nei cieli del Carso e del Trentino, le quali gli valsero un'ulteriore Medaglia d'argento al Valor Militare e la promozione a capitano.

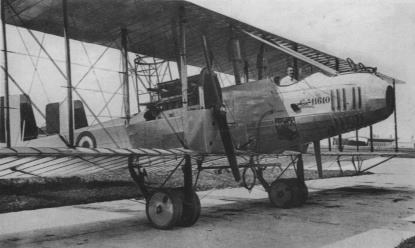
Un bombardiere Caproni Ca.44

Il 22 luglio 1918 Tarantini lasciò la 182^ per assumere il comando della 6ª Squadriglia Caproni, basata sull'aviosuperficie di Ca' degli Oppi di Oppeano e composta da undici piloti, in sostituzione del tenente Cavallarin. Il trasferimento avvenne giusto in tempo per effettuare la transizione sui nuovi velivoli Caproni Ca.44 che arrivarono in agosto, dai quali Tarantini seppe tirar fuori il meglio, come successivamente riconosciutogli.
Nel nuovo incarico, Tarantini continuò ad essere d'esempio e a mostrare ripetutamente il proprio coraggio nelle fasi conclusive del conflitto. Le prove di eroismo fornite durante la battaglia di Vittorio Veneto, che nel novembre 1918 segnò la definitiva sconfitta delle truppe austriache, gli valsero l'assegnazione della quarta Medaglia d'argento al Valor Militare.

### Il periodo post-bellico
Terminato il conflitto, nel 1919 Tarantini prese congedo dal Servizio Aeronautico, e riprese gli studi di ingegneria interrotti prima della guerra. Laureatosi nell'aprile 1920, nel dicembre successivo istituì il Fascio di Combattimento di Napoli, insieme ad Aurelio Padovani, Domenico Miranda, Luigi Ricci, Alberto Navarra, e Nicola Sansanelli, e fu nominato Vicepresidente del primo Direttorio.
Accanto all'attività politica, si dedicò con passione a quella professionale, lavorando in un primo momento nell'area delle cosiddette Terre Liberate dal Nemico a San Giovanni di Manzano e Vivaro nel settore edilizio; e quindi dedicandosi all'ingegneria aeronautica.

L'idroscalo di Ostia in una foto aerea risalente agli anni '30 del XX secolo

Nell'aprile 1923 fu costituita la Regia Aeronautica come forza armata separata, e Tarantini rientrò in servizio con il grado di capitano del Genio aeronautico. Come Capo ufficio territoriale aeroporti e rotte aeree, si dedicò alla costruzione di numerose infrastrutture aeroportuali in tutta Italia, collaborando inoltre al perfezionamento di alcuni aeroplani. Nel giugno 1924 passò al 7º Stormo da bombardamento, ma vi rimase solo per due mesi, in quanto passò alla Direzione Superiore del Genio e Costruzioni Aeronautiche. In questa funzione realizzò, tra il 1925 ed il 1926, l'idroscalo di Ostia, ricevendo un encomio per l'ottimo lavoro effettuato.
Ultimato questo compito, si congedò nuovamente, per assumere l'incarico di Direttore generale delle Avio Linee Italiane, società con sede a Milano ed appartenente al gruppo FIAT. Durante questo incarico, presentò nell'ottobre 1927, nell'ambito del IV Congresso Internazionale di Navigazione Aerea di Roma, il progetto per la realizzazione di un aeroporto civile in prossimità di Ostia, il quale fu un precursore di quello che sarebbe diventato l'aeroporto di Fiumicino.
Nel 1928 transitò dalle Avio Linee Italiane alla Società Aeronautica Gabardini, basata a Cameri, sempre con l'incarico di Direttore Generale. Il 27 giugno pilotò l'aereo che trasportava il Presidente del Consiglio dei Ministri Benito Mussolini da Roma a Ravenna, e di qui a Gorizia, per assistere ad un'esercitazione degli ufficiali della Scuola di Guerra, comandata da Amedeo d'Aosta.
Negli anni successivi si dedicò all'attività imprenditoriale, fondando la Società Incremento Turistico Aereo Roma (SITAR), la quale fu diretta dall'ex asso della Prima guerra mondiale e vincitore della Coppa Schneider Mario De Bernardi. La SITAR, che utilizzava aeroplani Macchi M.18, aveva lo scopo di collegare le principali città italiane con le località turistiche di Sanremo, Lago Maggiore, Cortina d'Ampezzo e Viareggio.
Nell'ottobre 1935 Tarantini si recò in Francia per conto delle Ferrovie, dove lavorò all'elettrificazione della linea Cuneo-Ventimiglia, attirandosi il plauso delle autorità sia italiane, che francesi.

### In Africa Orientale
Mentre si trovava in Francia, Tarantini fu raggiunto dalle notizie dell'inizio delle operazioni militari in Africa Orientale, e chiese subito di poter rientrare in servizio al comando di una Squadriglia. Tuttavia, dato che si trovava ormai inquadrato nei ruoli di complemento del Genio aeronautico, il suo desiderio non fu esaudito. Non soddisfatto dalla risposta, chiese di rientrare nei ruoli del Regio Esercito, in modo da poter essere inserito nella 2ª Divisione eritrea del Regio Corpo Truppe Coloniali d'Eritrea.
A Raffaele Tarantini fu dedicato il sommergibile della Regia Marina Capitano Tarantini, varato il 7 gennaio 1940 e perso in azione il 15 dicembre dello stesso anno.

## Pubblicazioni
Di seguito, si riporta un elenco parziale delle più importanti pubblicazioni di Raffaele Tarantini:
- Navigazione aerea notturna, (1924)
- Campi d'aviazione per aeroplani, (1926)
- Considerazioni sull'aviazione civile e suoi rapporti con l'aviazione militare, (1927)
- Manutenzione del campo di volo, (1927)
- Progetto per l'aeroporto civile di Ostia, (1928)
- Proposte di modifiche alla Convenzione pel Regolamento della Navigazione Aerea, (1928)
- Forme e dimensioni più opportune per campi di atterramento, (1928)
- Organizzazione dei servizi di segnalazione aeronautica a terra occorrenti per la navigazione aerea, (1929)